# Szilágyi Varga Zoltán
Szilágyi Varga Zoltán (művészneve: Szilágyi V. Zoltán; Kékes, 1951. június 23. –) erdélyi magyar grafikusművész, rajzfilmrendező.

## Életrajza
1970-ben végezte el a marosvásárhelyi Képzőművészeti Középiskolát. A kolozsvári Ion Andreescu Képzőművészeti Főiskola grafika szakán 1976-ban szerezte a diplomát. 1976-1985 között a bukaresti Animafilm rajzfilmstúdió munkatársaként dolgozott. 1984-86 között elvégezte a bukaresti Ion Luca Caragiale Színház- és Filmművészeti Főiskola rajzfilmrendezői szakát. Romániában több sorozatfilm, díszletezés, figuratervezés, filmgrafika után írt és rendezett három "szerzői" rajzfilmet.
- 1980 "Gordiuszi csomó" (Nodul Gordian)
- 1982 "Aréna" (Arena)
- 1983 "Monológ" (Monolog)

A rajzfilmkészítésen kívül 1976 és 1986 között képgrafikával, rajzzal és metszetkészítéssel is foglalkozott. Romániában 1976 és 1985 között részt vett minden országos tárlaton, a "35-ös műhely" csoportkiállításain, és a tulceai Metszet Múzeum kiállításain. Könyvterveket, borítókat, címlapokat és illusztrációkat készített a Kriterion, a "Ion Creanga", a Meridiane és a Didactica kiadók számára. Az 1970-es évek romániai grafikus művészetének egyik megújítója főleg a montázsok sajátos alkalmazása és virtuóz rajztechnikája révén.
1987-ben települt át Magyarországra és a kecskeméti rajzfilmstúdió művészgrafikusaként és filmrendezőjeként dolgozik. Jeles közgyűjtemények őrzik alkotásait, köztük az ausztráliai Education Film Center, a New York-i Museum of Modern Art (MoMA).

## Rajzfilmjei
- 1988. Tiszta kép kísérleti film
- 1989. Origo egyperces
- 1989. Ajtó 13." egyperces
- 1992. Éjszakai kultúrtörténeti hadgyakorlat
- 1994. Apropó
- 1999. A majmok kastélya
- 2001. Utazás a Föld középpontja felé
- 2004. Koan / Ne beszélj!
- 2005. A jókedvű örmény temetése
- 2006. Jegyzőkönyv Mansfeld Péter emlékére

## Hazai kiállításai
- 1972. Stúdió Galéria, Marosvásárhely (Románia),
- 1976. Csoportkiállítás, Temesvár (Románia),
- 1976. Korunk Galéria, Kolozsvár (Románia),
- 1989. Törökszentmiklós (Magyarország),
- 1990. Vác – Hincz Gyula állandó gyűjtemény kamaraterme (Magyarország),
- 1990. Pécsi Kisgaléria (Magyarország),
- 1991. Tatabánya (Magyarország),
- 1993. Kecskemét (Magyarország)
- 1998. Kecskemét (Magyarország)
- 2001. Kecskemét (Magyarország)
- 2002. Budapest (Magyarország)
- 2007. Kecskemét-Erdei Ferenc Művelődési Központ-2007. június A hónap alkotója
- 2007. Szentendre – MűvészetMalom és Dachau – Modern Művészetek Múzeuma: Művésztelepek történeti és kortárs alkotásainak kiállítása

## Külföldi kiállításai
- 1973. Csoportkiállítás, Offenbach am Main,
- 1976. Csoportkiállítás, Frankfurt am Main,
- 1977. MIRO rajzverseny, Barcelona,
- 1979. MIRO rajzverseny, Barcelona,
- 1983. Csoportkiállítás, Moszkva,
- 1983. Csoportkiállítás, Krakkó, Varsó,
- 1985. MIRO, Barcelona,
- 1999. Annecy Fesztivál, Franciaország.

## Közreműködései
- The light of the world (25 perces) – alkotója John Halas – mint kivitelező rendező
- L’oeil du loud” (A farkas szeme) (26 perces) – szerzője Hoel Caouissin – mint a grafikai stílus és storyboard szerzője
- Un cadeau pour celim (Egy ajándék Szelimnek) – alkotója Henri Heidsieck – mint a pilot film kivitelező rendezője
- Pomme d’ api” II. sorozat – alkotója Hoel Caouissin – mint animációs rendező
- Lenny und Twiek” (Lenni és Twiek) (4 perces) – alkotója J.E.P. Produkció – mint kivitelező rendező
- “Lieber dachs…” (A kedves borz…) (6 perces) – alkotója J.E.P. Produkció – mint figuratervező és kivitelező rendező

## Díjak, elismerések
- Balázs Béla-díj (1992)
- “A VILÁGLÁTOTT EGÉRKE / Rokoni pártfogás” a Kínai Animációs Filmfesztiválon, Csangcsou városban a televíziós programok kategória díját kapta.
- 2006 „JEGYZŐKÖNYV. MANSFELD PÉTER EMLÉKÉRE” – 1956 emlékére meghirdetett Kistérségi és Kisközösségi Televíziók VII. Szemléjén Lakiteleken a zsűri különdíját kapta. 2007. februárban az egyetlen magyar versenyfilm az 57. Berlinálén. 2007 júniusában versenyben az Annecy-i Animációs Világfesztiválon.
- 2007- június – 8. Kecskeméti Animációs Filmfesztiválon 2007-ben „A legjobb forgatókönyv díja”
- 2007. „A VILÁGLÁTOTT EGÉRKE/Vonaton ringatózva” a 8. Kecskeméti Animációs Filmfesztiválon 2007-ben “A legjobb animáció” díja